# Mansión de Sasmaka
La Mansión de Sasmaka (en letón: Sasmakas muižas pils; en alemán: Gutshaus Saßmacken) es una casa señorial localizada en un parque cerca de la costa occidental del lago Sasmaka, cerca de Valdemārpils, municipio de Talsi, en la región histórica de Curlandia, en Letonia occidental. 

## Historia
Mencionada por primera vez en escritos en 1582, la mansión fue construida en 1886 y tuvo como anteriores propietarios la familia Manteuffel-Szoege en el siglo XVII, y la familia Hohenastenberg-Wigandt y la familia von Sass en el siglo XVIII.